# Universidade da Virgínia Ocidental

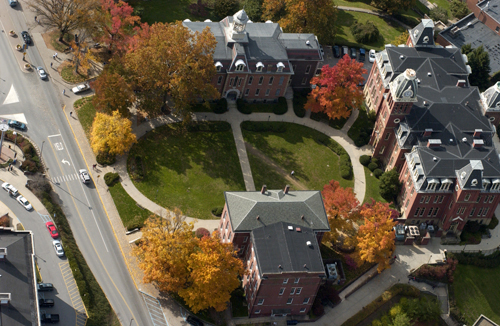
Vista aérea do Woodburn Circle, construído na década de 1870.

Universidade da Virgínia Ocidental é uma Universidade localizada em Morgantown, Virgínia Ocidental, Estados Unidos.